# Salvador Illa
Salvador Illa Roca (ur. 5 maja 1966 w La Roca del Vallès) – hiszpański oraz kataloński polityk i samorządowiec, w latach 2020–2021 minister zdrowia, od 2024 przewodniczący Generalitat de Catalunya.

## Życiorys
Ukończył filozofię na Uniwersytecie Barcelońskim, uzyskał magisterium z ekonomii i zarządzania w IESE Business School. Działacz Partii Socjalistów Katalonii (PSC), katalońskiego ugrupowania skonfederowanego z Hiszpańską Socjalistyczną Partią Robotniczą (PSOE). W wieku 21 lat uzyskał mandat radnego miejskiego. Od 1995 do 2005 pełnił funkcję alkada miejscowości La Roca del Vallès. Później do 2009 był dyrektorem generalnym do spraw infrastruktury w departamencie sprawiedliwości Generalitat de Catalunya. W 2010 został dyrektorem biura do spraw zarządzania gospodarczego w administracji miejskiej Barcelony. W latach 2011–2016 pełnił funkcję koordynatora socjalistów w radzie miejskiej Barcelony. Został też nauczycielem akademickim na jednej z prywatnych uczelni w tym mieście, wykładał tam wstęp do ekonomii. W 2016 powołany na sekretarza PSC do spraw organizacyjnych.
W 2019 dołączył do zespołu negocjatorów prowadzących rozmowy między socjalistami a Republikańską Lewicą Katalonii; w wypracowanym porozumieniu ustalono, że republikanie wstrzymają się od głosu nad wyborem premiera. Umożliwiło to powołanie w styczniu 2020 drugiego rządu Pedra Sáncheza. Salvador Illa objął w nim wówczas stanowisko ministra zdrowia. Ustąpił w styczniu 2021 w związku z kandydowaniem w wyborach regionalnych w Katalonii. W następnym miesiącu Salvador Illa uzyskał mandat posła do katalońskiego parlamentu, a PSC zajęła pierwsze miejsce w wyborach, większość w parlamencie zdobyły jednak formacje separatystyczne. W kolejnych wyborach regionalnych z maja 2024 utrzymał mandat deputowanego, a prowadzeni przez niego socjaliści ponownie odnieśli zwycięstwo.
8 sierpnia 2024 został wybrany na przewodniczącego rządu Katalonii (poza PSC poparli go lewicowi separatyści z ERC oraz posłowie platformy Sumar). Urząd ten objął w tym samym miesiącu.